# 裴向
裴 向（はい きょう、751年 - 830年）は、唐代の官僚。字は傃仁。本貫は絳州聞喜県。

## 経歴
裴遵慶の子として生まれた。若くして門蔭により任用され、官を歴任して太子司議郎となった。建中3年（782年）、李紓が同州刺史となると、裴向はその下で従事をつとめた。建中4年（783年）に朱泚が反乱を起こし、興元元年（784年）に李懐光がまた河中府で叛くと、その部将の趙貴先が同州で塁を築き、李紓は奉天に逃亡し、裴向は同州の事務をみることになった。趙貴先は県尉の林宝を脅して役夫を動員して塁壁を築かせたが、時期に間に合わないとみると、役夫を斬ろうとしたので、官吏や民衆は逃げ隠れた。そこで裴向は趙貴先の軍塁を訪れて、順逆の理を説いて趙貴先を責めると、趙貴先は感服して降伏した。このため同州は陥落せず、裴向の名は知られるようになった。京兆府戸曹参軍や櫟陽県令・渭南県令を歴任し、考課はいずれも第一であった。戸部員外郎に抜擢された。
貞元末年、裴向は太原少尹となった。ほどなく行軍司馬となり、御史中丞を兼ねた。汾州刺史・鄭州刺史を歴任した。再び太原少尹となり、河東節度副使を兼ねた。晋州刺史に転じ、晋州防禦使をつとめた。虢州刺史となった。入朝して京兆少尹となった。元和7年（812年）、同州刺史に任じられ、同州防禦使をつとめた。入朝して大理寺卿となり、陝虢都防禦観察使として出向した。3年後、左散騎常侍の位を受けた。再び大理寺卿となった。吏部尚書として新昌里の邸に致仕した。大和4年（830年）9月、死去した。享年は80。太子少保の位を追贈された。
子に裴寅があり、御史大夫に上った。孫の裴枢がまた知られた。

## 伝記資料
- 『旧唐書』巻113 列伝第63
- 『新唐書』巻140 列伝第65